# Repräsentativsystem
Ein Repräsentativsystem ist ein politisches Regierungssystem, bei dem sich das Volk einzig und ausschließlich durch ein von ihm gewähltes Repräsentationsorgan (Repräsentation) am staatlichen (politischen) Geschehen beteiligt. Das Repräsentationsorgan (Volksvertretung) ist in der Regel ein Parlament. Das Volk bringt seinen Willen daher nicht unmittelbar, sondern durch eine gewählte Vertretung zum Ausdruck.
Repräsentativsysteme gibt es sowohl in der Staatsform Republik (z. B. als Demokratische Republik) als auch in der Monarchie (z. B. als Konstitutionelle Monarchie, Parlamentarische Monarchie). Eine entsprechende Monarchie wird daher auch als Repräsentative Monarchie bezeichnet. Außerdem unterscheidet man unmittelbare, mittelbare und repräsentative Demokratie. Die Verfassung eines Staates mit Repräsentativsystem nennt man Repräsentativverfassung.
Das Repräsentativsystem bezeichnet, in Abgrenzung zur im Mittelalter bis in der frühen Neuzeit verbreiteten ständischen Vertretung, auch Systeme zur Bildung einer Volksvertretung, wonach für die Ausübung des Wahlrechts nur die Staatsbürgerschaft und nicht die Zugehörigkeit zu einer gesellschaftlichen Gruppierung (bspw. Adel, Klerus) von Bedeutung ist, da auf diese Art nicht nur bestimmte gesellschaftliche Gruppierungen, sondern das gesamte Volk repräsentiert wird.